# 慰安婦
慰安婦（いあんふ）とは、かつて主に戦地の施設で将兵の性の相手をした女性のこと。

## 概説
「慰安婦」という言葉は、日本軍公認の売春婦を指す言葉として誕生し、現在日本においては、他国の同様の女性に対しても用いられている。
本稿では、各国の慰安婦の他、軍隊による性の管理の実態や歴史について扱う。日本軍の慰安婦に関しては「日本の慰安婦」、韓国軍の慰安婦に関しては「韓国軍慰安婦」を参照のこと。本稿では、詳しくは扱っていない。

## 軍用売春宿
日本では、軍公認の売春婦を「慰安婦」、公認された売春宿を「慰安所」と呼んでいる。各国の〝慰安所〟に関しては、別稿「軍用売春宿」を参照。

## 近世以前の軍隊と娼婦
軍隊と売春婦の関係は古く、ジョージ・ヒックスは、ローマ帝国では、ローマの守備隊や遠征軍に女性捕虜（奴隷）を供給し、セックス・サービスを提供させると共に、看護、洗濯、料理などの仕事に従事させたと述べている。
近世までの軍隊は、女子供を含む民間人を伴って移動した。まだ軍隊は自己完結型の組織ではなく、軍隊の需要を満たす為に商人や職人がおり、女は洗濯婦やお針子として働いた。こうした人々をキャンプ・フォロワーという。キャンプ・フォロワーは、19世紀の南北戦争やナポレオン戦争でも見られた。
キャンプ・フォロワーの語は、しばしば売春婦の同義語として用いられるが、これは正確ではない。しかし、キャンプ・フォロワーの中には兵士相手に売春する女性もおり、十字軍の遠征にも売春婦が同行していた。
中世のエチオピア皇帝の軍隊には、非軍人を含めた数十万の人々が従軍したが、その中には本職の売春婦が含まれていたと言われる。ポルトガルの司祭によれば、ダウィト2世の軍隊には、現地語で「踊り子」と呼ばれる売春婦のテントが存在した:159。
16世紀にスペイン軍がオランダ侵攻した際には、1200人の売春婦が随行したとされ、ドイツで1598年に刊行された軍事教科書では随行売春婦の役割について論じられている。
朝鮮の妓生は、国境守備将兵の慰安婦としても活用され、李氏朝鮮時代、国境の六ヶ所の「鎮」や、女真族が出没する白頭山付近の「邑」に派遣された。
日本にも古くから御陣女郎がおり:91、女性史研究家のもろさわようこは、『平家物語』や『源平盛衰記』に、軍陣に押し寄せる遊女のことが描かれていると指摘している:139。

## 19世紀の軍隊と性
ナポレオン戦争の結果、性病がヨーロッパ中に広まったことを切っ掛けに、19世紀初頭のフランスで、兵士の性病防止の為の売春の国家統制が始まった。このシステムは、ヨーロッパ大陸やイギリスへ広がった。19世紀の半ばには、売春宿が唯一売春婦が合法的に働ける場となり、売春宿を通じて国家が買春を管理する仕組みが完成した。
プロイセンは一時公娼制度を中断したが、軍当局の圧力で1851年に再開した。イギリスもクリミア戦争による性病の蔓延を受けて公娼制度を導入した。イギリスは、1886年に本国で公娼制度を撤廃した後も軍の利益の為に植民地ではこの制度を温存した。
北アメリカでは法制化にこそ至らなかったが、南北戦争中に北軍が南部の都市を占領すると北軍の指導者が売春の統制に乗り出し、1870年にセントルイスでヨーロッパ型の公娼制度が正式に採用された。
自国の軍隊を性病から守る為の近代型公娼制度を、藤目ゆきは「軍隊慰安と性病管理を機軸とした国家管理売春の体系」であると説明している。
近代型の公娼制度は、その後、日本でも導入された。

## 第一次世界大戦
ドイツやフランスは、将兵の為に慰安所（軍用売春宿）を設置した。
プロテスタントの世論が売春を許さないアメリカは、女性を兵士に接触させない事で性病を防ごうと考え、アメリカン・プランを採用した。
イギリスの世論も売春に非寛容だったが、海外に駐留するイギリス軍は、兵士たちに〝管理された〟売春宿の利用を許していた。
プロテスタント系であっても、ニュージーランド軍では、兵士に対し「女が必要なら、病気のないきれいな女を与えなさい」と訴えた女性ボランティア、エティ・ラウトの働きかけにより、性病予防キットの配布や「慰安所」の利用が認められた。

### エティ・ラウト
ニュージーランド人女性エティ・ラウトは、第一次大戦中、ボランティアとして訪れたエジプトで、多くの兵士が性病に苦しんでいる姿を見る。売春を悪徳とみなすピューリタン（清教徒）であるニュージーランド軍は、批判を恐れ、性病に対し現実的な予防策を取れずにいた。ラウトは、性病をモラルではなく医学の問題とみなし、兵士の為の性病予防薬や、「管理された安全な売春宿」の必要性を訴えた。彼女は女性団体などから批判されたが、1917年、ニュージーランド遠征軍は、性病予防キットの採用を決定した。兵士の為に売春宿を作るという試みは、イギリスでは失敗したが、フランスでは成功した。ラウトは、連合国の一員としてフランスに来たオーストラリア軍やニュージーランド軍の兵士に、〝安全な売春宿〟を紹介するカードを配った。一連の功績を称えられ、ラウトは後にフランス政府から勲章を授与された。

## 第二次世界大戦

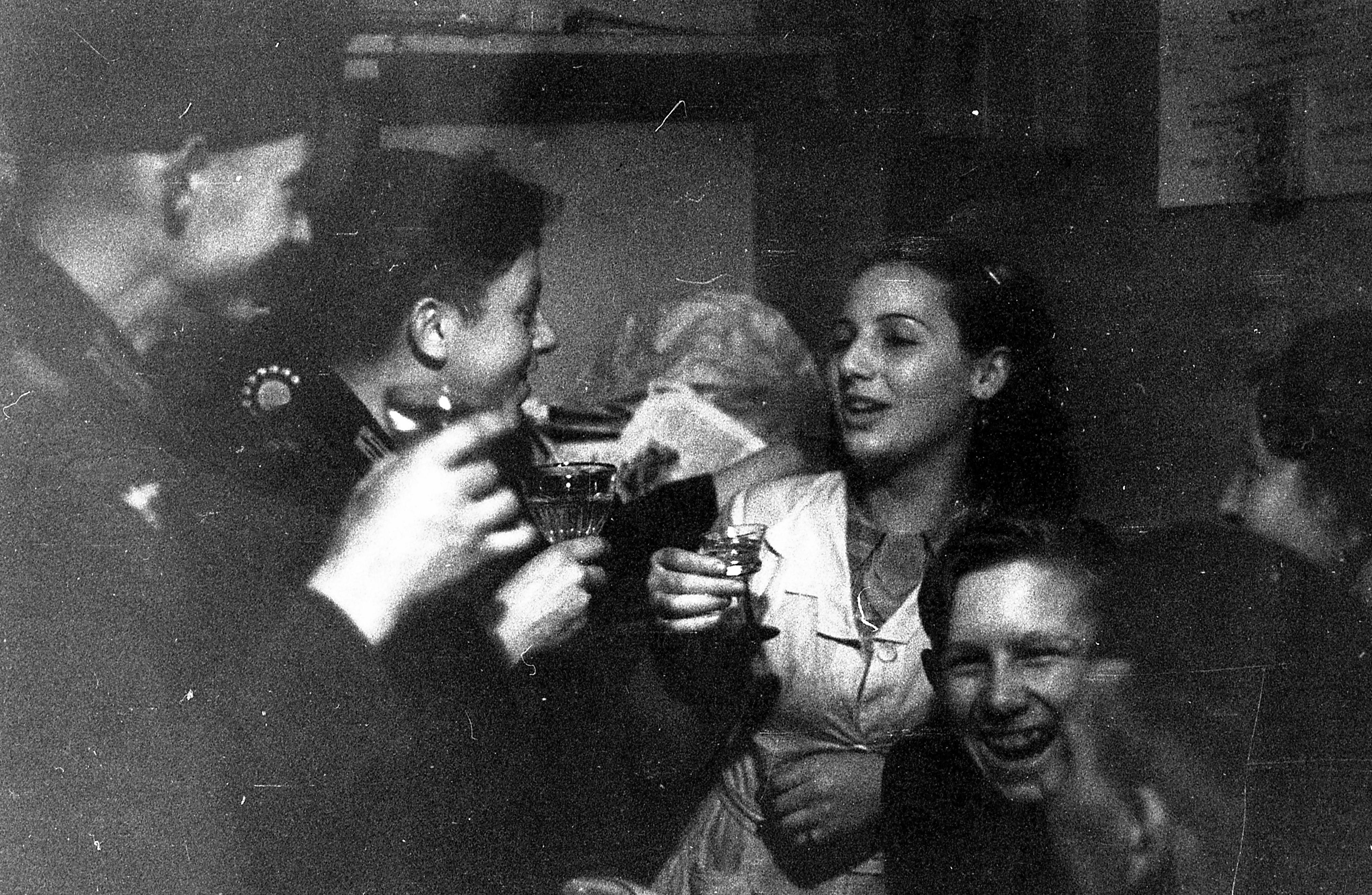
ドイツ兵と戯れるフランス・ブレストの売春婦

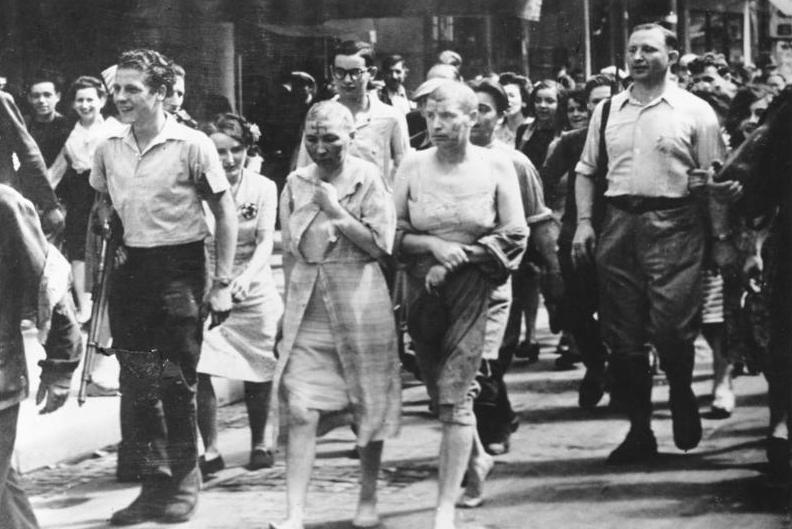
連合軍によって制圧されたパリではドイツ人と親密であった女性たちは頭を刈られ服を引き裂かれて引き回された

秦郁彦は、第二次世界大戦時の戦地での性政策を「自由恋愛型」「慰安所型」「レイプ型」の3つの型に大別し、それぞれ以下のようにその特徴を解説している。
自由恋愛型
秦は、アメリカやイギリスを「自由恋愛型」とする。両国では公娼から私娼中心の時代に入っていたことと、本国の女性の目が厳しかったことから、公娼を大っぴらに利用出来ず、現在のソープランドや「援助交際」のような自由恋愛の建前を押し通した。
慰安所型
日本とドイツが代表。秦は、両国とも公娼制度の国だったので、戦地では監督役が警察から軍に代わるだけだったとしている。慰安所の数も両国とも同じようなものだった。
レイプ型
レイプ型のソ連について、秦は、国や軍の幹部が半公然とレイプによる「復讐」を奨励したのは（第二次大戦では）ソ連くらいだとしている。

### 第二次大戦時の実相
数百の慰安所があったとされるドイツ軍と日本軍以外でも、同じく公娼制度下のフランス軍に公式の慰安所システムがあった。英米軍も、植民地においては軍公認あるいは黙認の慰安所が存在し、日本軍の慰安所を居抜きで使用した例もある（「軍用売春宿」参照）。
軍の方針と無関係に発生する強姦事件は、ソ連以外の軍隊でも発生した。慰安所を設置したドイツ軍や日本軍でも強姦事件は根絶されず、アメリカ兵による強姦事件は終戦後も続いた（「強姦の歴史#戦時の強姦」「沖縄米兵少女暴行事件」参照）。

## アメリカ軍
米軍は、売春を悪と見なすピューリタニズムの影響で、20世紀初頭から売春禁圧の方針をとっていたが、海外の派兵先では建前化していた:72。
太平洋戦線ではビルマ方面で日本軍の慰安所を参考に売春婦をインドで集め慰安所を設置していた。
朝鮮半島においては、連合軍による軍政が敷かれ日本軍の慰安所、慰安婦ともにアメリカ軍に引き継がれた。

### 幕末の日本（19世紀）
タウンゼント・ハリスの要請により、アメリカの水兵の為に江戸幕府が横浜に遊女屋を開設した。当時の経緯を知る日本側の関係者は、ハリスの要請は、自国の水兵たちに肉欲の満足を与えることだけでなく、水兵たちが強姦事件を起し、日米両国間のトラブルになることを懸念してのことだったと後に語っている:22-23。この遊女屋がやがて港崎遊郭へと発展するが、当時は西洋人に抵抗感を持つ遊女も多く、1862年にフランスの外交官（アメリカ国籍）の相手をするよう言いつかった港崎遊郭の遊女が自殺する事件も起きている:112-113。

### 南北戦争
テネシー州のナッシュビルを占領した北軍が、娼婦の性病検査を行い、これを登録制とした。このシステムは、1863年から終戦まで続いた。

### 米西戦争・米比戦争
米西戦争でスペインに勝利したアメリカが1898年にフィリピンを占領してからは雨後の筍のように酒場が現れ、売春が蔓延した。また米軍は、現地の娼婦の検診を施したため、宣教師がこれらを訴えた。1902年4月、キリスト教婦人矯風会(WCTU、en:Woman's Christian Temperance Union)のマーガレット・エリスがマニラ管理売春や児童買春の実態を報告するなどフェミニズムからの抗議を受け、米国政府は性病検査と検査料金徴収を中止し、軍の為の健全な娯楽施設、読書室、体育館をかわりに建設するとした。ルーズベルト大統領は現地娼婦と軍との関係を不明瞭にしたが、フィリピン軍政責任者のルート陸軍長官は診断料や診断証明書の料金がなくなっただけと語ったような実情であった。のちにマーガレット・エリスと政府とのあいだで裏取引が発覚しており、その後も米軍慰安所は実質的に存続し、フィリピンで売春街を紅灯街に限定するようにし、性病検査を継続しながらもアメリカ政府が公式に関与していないように努力した。
アメリカの世論に配慮し、フィリピンに駐留する米軍は、軍と売春宿の関係を公にしなかったが、1900年にシカゴの新聞が「軍当局の売春宿」という見出しの記事を掲載するなど、現地人の他に中国人や日本人の売春婦が、兵士・将校用の売春宿に分かれて収容されている事が報じられていた。
1901年、マニラにいたマッカーサー総司令官は、本国からの問い合わせに、（フィリピンの）売春宿は米軍当局の管理下にはないと回答したが、この回答は嘘とは言えないものの、売春宿のかわりに、そこで働く売春婦を米軍が管理しているというのが実態だった。
米軍目当ての売春宿と性病検査はその後も第二次世界大戦、ベトナム戦争、1990年代の米軍の一時撤退まで継続し、廃止されることはなかった。

### メキシコ（パンチョ・ビリャ）遠征
ジョン・パーシング指揮下のアメリカ軍は、フィリピンでの経験に基づき、メキシコとの国境地帯でも娼婦と性病の管理を行った。（パンチョ・ビリャ遠征1916-1917）

### 第一次世界大戦
米軍は、兵士と娼婦の接触を断つことで性病を防止しようとした。その為にアメリカン・プランが採用された。アメリカン・プランとは、米軍の兵営5マイル以内では、どんな女性でも逮捕でき、その女性の市民権を停止することができる法律であった。性病感染が発見されると、女性は強制的に収容された。終戦までに1万5520人の女性が逮捕収監された。この法律は性病から米軍を守る為の法律であったので、逮捕収監されるのは女性だけで、兵士は処罰の対象にならなかった。

### シベリア出兵
当時シベリアには、日本人の「からゆき」がおり、ある日本兵は、日記に「市内の支那町（ハバロフスク）に売春婦がいるが、その大部分は日本人であると言う。・・・それへ米兵が盛んに遊びに行くさうな。米兵は金を持っているからこんなものはとても見逃しはしない」と書いた。米兵が「誘惑されている」との抗議の手紙がアメリカから日本の矯風会に寄せられ、矯風会が現地に調査に赴いている:83-87。（シベリア出兵1918-1922）

### 第二次世界大戦
第一次世界大戦で性病に悩まされた経験から、兵力保持の観点から売春宿や娼婦の規制を求める動きが現われ、1941年7月、基地周辺での売春を禁止するメイ法（連邦法）が制定された。しかし、ハワイや海外では必ずしもこの原則は守られていなかった。
1941年の米陸軍サーキュラー170号規定においても「兵士と売春婦との接触はいかなる場合でも禁止」とされたが、実際には買春は黙認されていた。
1945年4月24日付で「海軍作戦方面における売春について」との通達が米国陸軍高級副官名で出され、同年9月1日に発令された。

#### 中国
1942年の昆明の状況について、セオドア・ホワイトは、フライング・タイガースが性病感染で有名な売春宿のせいで「空軍の半数が飛べなかった」と証言している。こうした状況を受け、フライング・タイガースを編成したシェンノート准将が、性病にかかっていないインド人売春婦12名をインドから空輸したが、インド・ビルマ・中国戦域軍の司令官によって〝慰安所〟は閉鎖させられた:217

#### ハワイ
アメリカ海軍の根拠地であるハワイ準州（当時）では、登録売春宿が設置され「組織的売春」が行われていた。カリフォルニアから出稼ぎに来た白人の売春婦が多く、ホノルルの赤線地帯には、兵士専用の売春宿が20軒ほどあった。警察に登録された売春婦は250人で、売春宿の前では、毎日兵士が2時間待ちの行列をつくり、月25万人近い軍関係者が利用した。殆どの所では、月20日以上の労働と1日100人以上を相手にするノルマが課せられていた。
太平洋戦争が始まると、ホノルル港の近くにはホテルストリートが設けられ、通り沿いのホテルでは、女性が兵士一人につき3分でセックスを済ますというサービスが、流れ作業の様に行われていた。この事から、この兵士は「3分の男」と呼ばれるようになったという。
その後米国国内で論争が発生し、1944年9月にハワイの売春宿の廃止が決定された。ハワイの〝慰安婦〟については、当時米国本土から出稼ぎに行って米兵の相手をしたジーン・オハラの体験談が知られている。

#### フランス
ノルマンディーに上陸したアメリカ軍が多数のフランス女性をレイプし、性交を行っている姿を見ないで街を歩くことが出来ないほどの状態になったためル・アーヴルでは市長が郊外に慰安所の設置をアメリカ軍指揮官に懇願したがアメリカ軍はこれを拒否している。

#### リビア
米軍の要請により、リビア政府によって二か所の〝セックス・キャンプ（Susan Zeiger）〟がモンロビアに設置された。女性たちは、米軍の軍医の検査を受け、リビア政府から購入したコテジで商売をした。病気になると標識票を取り上げられ、追放された。この施設は、1942年から1945年まで存在した。

### 第二次大戦後

#### 日本

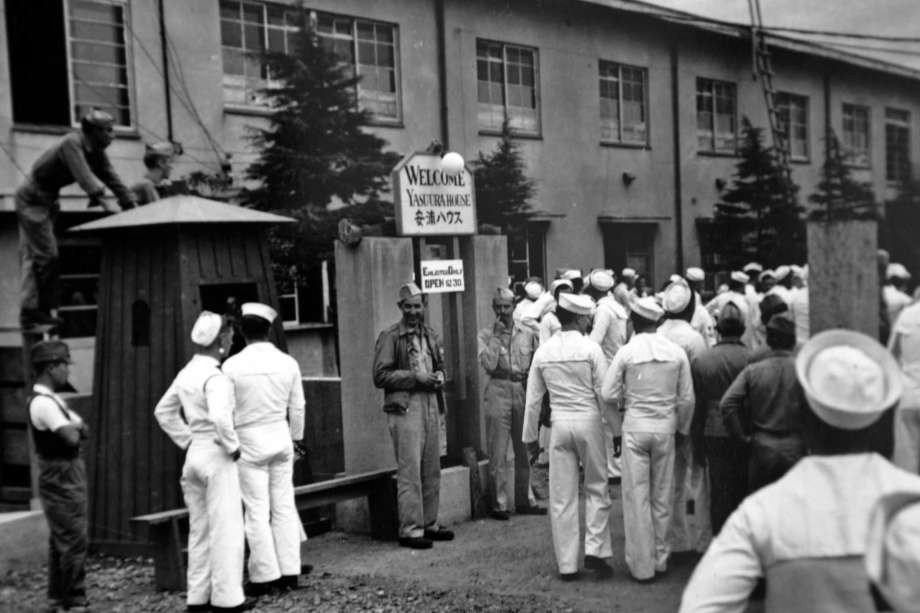
横須賀市安浦に設置した慰安所に群がる連合国軍将兵

太平洋戦争に勝利して日本を占領した米軍には、基地周辺からの売買春の一掃を主張する司令官と、現実的な性病予防策として日本の公娼制度の再興を提案する司令官が混在していた:72-73。
結果的に米軍（連合国軍）の為に「慰安所」が作られたが、その中でも、東京を中心に営業した「特殊慰安施設協会(RAA)」が良く知られている。藤目ゆきによれば、RAAだけでも、最盛時には7万人、閉鎖時には55,000人の女性が働いていた。
後年、RAAの情報課長であった鏑来清一は、日本軍は自国の慰安婦を同行したがアメリカではそれは許されないとしつつ、RAAの施設がなかったら「どんな結果になったか明白」だと述べている:29。同様の施設は日本各地に作られた。日本側から設置を申し入れたケースもあれば、米軍が日本側に要請して設置させたケースもある:39。
なお、性病予防策としてはむしろ売春が性病の温床となり逆効果となったため、じきに公娼施設は廃止され、GHQは日本の警察にも協力させて売春婦の「狩り込み」と呼ばれる逮捕摘発に乗り出した。
当時の警視総監は、RAAのおかげで占領軍兵士による強姦事件はほとんどなかったと振り返っているが、元NHKディレクターの貴志謙介は、近年公開された米軍の極秘資料から、実態はむしろ逆だったとしている（詳細は「特殊慰安施設協会」）。貴志謙介や平井和子らは、これらが報道禁止により一般に知られなかっただけとする。
沖縄では、日本軍と米軍の戦闘が継続中に、米兵による強姦事件に悩まされた住民が自発的に慰安所を設置した例がある。女性たちは毎日10数名の米兵の相手をさせられ、この状態が、住民が収容所に移されるまで約一カ月続いた:69-70。

### 朝鮮戦争

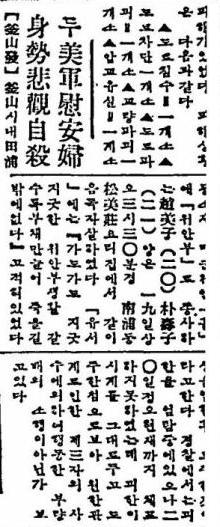
アメリカ軍(美軍)慰安婦2名が韓国釜山で悲観のあまり自殺したことを報じる1957年7月21日付東亜日報

米軍のために韓国に設置された「基地村（Camp Town 기지촌 Kijichon）」で米兵相手の売春が行われた。
1980年代までに100万人超の韓国女性が米軍の相手をした。1962年の韓国の相場では、ショートタイムで2ドル、ロングタイムで5ドルであった。固定的な性的関係を持つことによって月給をもらう女性もいた。大韓民国大法院判決文によれば、1964年当時に慰安婦が月5,000大韓民国ウォンの収入を得ていた。
1955年のソウル市警察局によると米軍相手の性売買女性は61,833名であり、1962年の韓国ではアメリカ兵相手の慰安婦として2万名以上が登録されていた。
朝鮮戦争では韓国人女性が慰安婦として集められる(#大韓民国軍慰安婦)とともに、日本人慰安婦も在日米軍基地周辺、また朝鮮半島へも日本人慰安婦が連れて行かれたこともあった。
李栄薫は、米軍の慰安婦の境遇は、日本軍の慰安婦より所得水準、女衒との関係、健康状態、妊娠リスクなどの面で、はるかに劣悪だったと述べている。

### ベトナム戦争
米軍の周囲には、ベトナム人女性が働く軍公認・黙認の売春宿が存在した。秦郁彦は、こうした売春宿は日本軍の慰安所と瓜二つだったと分析している（「罪の都」や「ディズニーランド」などと呼ばれた米軍の売春宿の詳細については、「軍用売春宿#アメリカ軍の慰安所」を参照）。
アメリカ陸軍第1師団第3旅団（将兵4000名）の例では、ベトナム女性60人が住み込みで米兵の相手をしていた。料金は500ピアストル（2ドル）だった。女性の手取りは200ピアストル（0.8ドル）で、残りは様々な支払いにあてられた。女性たちは、省知事の指示で集められ、ライ・ケ市長の指示で町に送り込まれていた。アメリカ軍は、衛生と安全保障面を担当し、人員の調達や料金の取り決めはベトナム人の民間人に委ねた。
シンシア・エンローは、戦争の末期には米兵の相手をするこうした女性が、30万から50万人いたと見積もっている。

### 台湾駐留期
台湾に駐留する米軍は、1958年以降、中華民国側から米軍専用の「慰安所（特約茶店）」の提供を受けていた。施設の管理は台湾側、衛生・性病の管理に関しては、米軍と台湾側が共同して行った。1979年に米軍が台湾から撤退するまで、この状況が続いたと見られる:71-75。

### アメリカ軍の慰安婦問題
1977年の韓国政府の資料によると、9935人の女性が韓国にある米軍の「基地村」で米兵を相手に売春しており、2000年代に入り、基地村での売春について韓国政府や米軍を告発し、訴訟を起こす女性も現われた。
また近年、在韓米軍を相手とするジューシーバーで働くフィリピン人女性たちが、人身売買の状況下に置かれていると指摘されている。

## イギリス軍
プロテスタントの国であるイギリスは、アメリカ同様、売春に対し世論が厳しく、1860年代に始まった売春婦の公的管理も、イギリス国内においては程なく終わりを迎えるが、海外の植民地では状況が異なっていた。
イギリスは1921年の婦人及児童ノ売春禁止ニ関スル国際条約に調印しながらも植民地での公娼制は維持された。

### 19世紀
19世紀のイギリス海軍では、船が入港すると、売春婦を船内に呼び入れるのが一般的な慣習だった。イギリスの港町では、ランチが女性を軍艦に運び、ランチの船長が代金を受け取る光景が見られた。そんな中で性病に対する懸念が高まり、1864年制定の法律により、指定された11の港町の売春婦が陸軍省と海軍省の管理下に置かれた。やがて医師による定期的な検診が義務付けられるようになり、売春婦は登録制となる。その後、陸海軍が常駐する町以外にも法律を適用させようという動きもあったが、実現しなかった:307。

#### 伝染病法
1864年に制定、1886年に廃止されたイギリスの法律。法律の目的は軍隊を性病から守ることにあった。伝染病とあるが、実体は性病を対象にした法律だった。
伝染病法は、イギリスの軍港や軍隊の駐屯地の売春婦に性病検査を義務づけ、性病に罹患した売春婦は専門の病院に収容された。警察が売春婦とおぼしき女性を捕まえ、女性が自分の〝潔白〟を証明できなければ法律が適用された。性病の拡散源として責任を問われたのは女性だけで、男性（兵士）が不利益を被ることはなかった:4-6。

#### ジョセフィン・バトラー
19世紀のイギリス人女性。伝染病法の廃止の為に活動した。

#### インド
1891-92年の調査によれば、（イギリス女王が皇帝を兼ねる）インド帝国政府が、娼婦の為の施設を作り、イギリス軍が娼婦に支払いをし、政府の監視員が兵営への娼婦の出入りを監督していた。
1893年のインド駐留イギリス軍の売春制度の調査では、利用料金は労働者の日当より高く、また女性の年齢は14〜18歳だった。当時インドのイギリス軍は、バザールが付属する宿営地に置かれ、バザールには売春婦区画が存在した。主に売春婦カーストの出身で、なかにはヨーロッパから渡印した娼婦もいた。売春婦登録簿は1888年まで記録されている。

### 第一次世界大戦
開戦当初のイギリス政府の方針は、医学的管理下にある売春宿での買春の容認であった。終戦近くになると、兵士に対する性教育と同時に、兵士たちが匿名で治療薬（消毒剤）を使用出来るようにした。当局によって調査済み売春宿は特例とされた。

#### フランス
フランスには政府公認の売春宿が存在し、フランス当局はイギリス軍にもこれらの公認売春宿の利用を勧めた。
フランス戦線に派兵されたロバート・グレーヴズによれば、フランスのベテューヌには〝慰安所〟があり、3人の慰安婦がいた。料金は10フラン（当時の8シリング）で、彼が目撃した時には、150名からの兵士が順番待ちの列を作っていた。女性たちは、毎週一個大隊にのぼる兵士の相手をした。こうした生活は3カ月が限界だったと言う:213。
マルセイユやルーアンでもイギリス軍用に売春宿が提供され、売春宿の前でイギリス兵が列を作り地元住民から苦情が寄せられることもあり、イギリスの下院議会で問題になった。性病予防の効果も疑わしく、フランスの地方政府などからの抗議にも関わらず、イギリスの戦時内閣は、1918年にフランスの公認売春宿への英軍部隊の立ち入りを禁止した。

#### インド
1917年から翌年にかけ、イギリスの道徳社会衛生協会のメンバーがインド各地のイギリス軍用売春宿を調査し、イギリス当局が売春斡旋人や人身売買業者と組んで売春取引を奨励していると、インド軍最高司令官に報告している。

#### エジプト
1915年よりエジプト当局とイギリス軍が協力し、イギリス軍部隊が配備されたアレクサンドリアやカイロなどに売春地区を設置した。

#### エルサレム
1917年よりイギリス軍の軍政下で管理売春が始まり、イギリス軍が撤退する1919年まで続いた。

### 第二次世界大戦
第二次世界大戦では、イギリス軍は公認の慰安所は設置せず、現地の売春婦や売春宿を積極的に黙認した。
秦郁彦は、第二次世界大戦当時の英米では兵士の慰安婦は公娼から私娼中心になっていたが、戦地の現地人娼婦以外では女性兵士や看護婦が代替したと指摘している。
シンガポールの政治家リー・クアンユーは、シンガポールに駐留していたイギリス軍の周りに売春婦が集まっていた様子や、イギリスへの帰還兵が船の上で同僚の女性兵士たちと人目もはばからずセックスしている様子を見て、「慰安所に整列して順番を待つ日本兵の記憶と対照的な光景だと思った」と振り返っている。

#### インド
1944年3月の米軍の日系2世のカール・ヨネダ軍曹のカルカッタでの目撃証言では、6尺の英兵が10歳のインド人少女に乗っている姿が丸見えで、「強姦」のようだったとして、またそうしたことが至るところで見られたという。

#### ビルマ
イギリス軍の捕虜になった会田雄次は、英軍中尉がビルマ人売春婦を何人も部屋に集めて、「全裸にしてながめたり、さすったり、ちょっとここでは書きにくいいろいろの動作をさせて」楽しんでいたという。性病感染率の記録からは、ビルマ戦線では6人に1人が性病に罹っていた。

### イギリス軍の慰安所
イギリスが統治したインド（1858-1947）には、チャクラと呼ばれる、売春婦を200人収容できるイギリス軍兵士（ヨーロッパ人）専用の売春宿があった。部屋には番号が振られ、高い壁で囲われていた。チャクラについては、「軍用売春宿・英国インド軍のチャクラ」以下を参照

## イタリア軍
ペルージャ大のラファエロ・パナッチ（Raffaello Pannacci）は、紛争地に派遣された兵士たちには軍が律する性的なはけ口が必要であり、売春宿の設営は兵站の一部だったと述べている:6。
第二次大戦中のイタリア軍の慰安婦については、12人の売春婦と彼女たちを軍の施設に輸送するイタリア軍兵士を描くヴァレリオ・ズルリーニ監督の『国境は燃えている（1965）』など、戦後の小説や映画にも登場する。

### 第二次エチオピア戦争
1936年にイタリアがエチオピアを併合すると（第二次エチオピア戦争）、イタリア軍の為にエチオピア人女性が集められ、性病検査を行い、証明書が発行されて指定された家屋に住むことを強いられた。
メケレの町がイタリア軍に占領されると、200以上の小屋に数百人のエチオピア人女性が集まる娯楽地帯が形成された。
アディスアベバでは、多くの家が売春宿になり、軍司令官の監督下に置かれたとされる。
フランス人女性を売春婦として輸入する計画もあったが、ジブチのフランス当局によって拒否された。

### 第二次世界大戦
イタリア軍は、進駐したギリシャや東欧諸国、ソ連に軍用の売春宿を設置した。これらの売春宿（慰安所）は、現地の基地の司令部が建物を用意し、値段や規則を定めて管理した。軍医が性病の予防を担当した:13（詳細は「軍用売春宿#イタリア軍の慰安所」参照）。
ソ連では、売春は行われていたものの売春宿で売春を行う習慣がなく、イタリア軍は〝慰安所〟で働く女性の募集に苦労し、将校が地域を回って慰安婦を募集することもあった:11。プロの売春婦は慰安所を敬遠し、代りに食い詰めた素人が採用されたが、仕事の内容を理解していない者や未成年者が混じっていた:10。ソ連人女性のサービスの評判が悪く、ルーマニアから売春婦を呼び寄せることもあった:11。

### イタリアの慰安婦問題
第二次大戦後、戦時中の慰安所について、ソ連や左翼メディアから批判された。彼らは、イタリア兵が女性たちを脅して慰安所で働かせたと主張した。しかし、ラファエロ・パナッチは、当時の過酷な状況下で、女性たちは強制されずとも売春を選択したのだとしている:15。

### イタリア軍の慰安所
イタリア軍が戦地に慰安所を設置するのは珍しいことではなく:6、第二次大戦時の例を見る限り、慰安所の規則は、イタリア国内の売春宿と全く同じであった:6。

## オランダ軍

### 19世紀
ヨーロッパ人女性の移住が禁止されていたオランダ領インド（インドネシア）では、オランダ兵に現地人女性と内縁関係を持つことが奨励された。こうした状況下で、オランダ軍の兵舎は売春宿と実質的に同じだという批判も出た。インドネシア人女性や生まれた混血児をオランダに連れて帰ることは許されなかった。1919年に東インド総督が兵舎での同棲の禁止を宣言したが、周辺の島々では、その後も同棲が容認された。　

### 2007年
売春が職業として公認されているオランダで、2007年に、当時アルメレ市の市長だったアンネマリー・ヨリツマが、海外に派遣されるオランダ軍に売春婦を伴わせるべきだという提案に賛成すると発言し、話題になった。市長は、陸軍は兵士たちの「ガス（蒸気）抜き」について考えないといけない、と述べた。

## 韓国軍（朝鮮）
日本からの独立後朝鮮戦争が始まると、軍隊の為に慰安所が作られた。これは、日本のやり方を学んだものとも言われる。「慰安婦」という日本語もそのまま使われた。

### 李氏朝鮮
李氏朝鮮の世宗は、北方の辺境で任務につく士卒の為に妓女（妓生）を配置することを命じた。やがて全国の郡県に妓女が配置され、大きい監営や軍営では100人を超え、17世紀には全国でほぼ一万人に達していたと推定される:236。

### 朝鮮戦争
朝鮮戦争中、韓国軍は慰安婦を「特殊慰安隊」と名付け、慰安所を設置した。こうした慰安婦を米兵も利用した。
特殊慰安隊の設置理由は、兵士の士気高揚、性犯罪予防であり、これは日本軍慰安婦と同様のものであった。金貴玉は当時設置を行った陸軍関係者がかつて日本軍として従軍していたことなどから、「韓国軍慰安所制度は日本軍慰安所制度の延長」としている。

### ベトナム戦争
ベトナム派遣軍の最高司令官だった蔡命新は、韓国軍がベトナムでも慰安婦（慰安所）の運用を計画したものの米軍の反対で断念したと語っているが、「トルコ風呂」と呼ばれる韓国軍用の売春宿がサイゴンに存在したことを示す米軍の資料も発見されている。

### 韓国軍の慰安所
韓国陸軍本部編『後方戦史（人事編）』（1956年）では「固定式慰安所-特殊慰安隊」とある。朝鮮戦争の休戦にともない各慰安所は1954年3月に閉鎖されたが 、米軍の基地村での管理売春は、その後も存続した。

## 中華民国軍（台湾）
台湾には、1952年から1992年まで中華民国軍が利用する「軍中特約茶店」または「軍中楽園」と呼ばれる慰安所があった。こうした施設で働く女性を「軍妓」と呼んだ。
中華民国国防部は、1954年1月、軍中楽園の設置を検討し始め、翌月には設置は陸軍から始めること、軍が運営の責任を担うこと、娼婦には食事を支給することなどが決まった。設置の理由は、軍規と兵士の健康の維持の為とされる:72,73。軍妓（慰安婦）の中には、意に反して働いていた女性もいたと言われる:74。1957年に、名称が軍中楽園から特約茶店に変更された:72。
1987年に、16歳の少女が金門島の特約茶店で3000人以上の客を相手に売春を強要されるという事件も起きている。
1951年の料金は、軍人〔ママ〕が15元、兵士が10元。1989年では、それぞれ250元と150元だった（当時の一般兵士の給料は、3100元）。

## ドイツ軍

### 第一次世界大戦
第一次大戦中のドイツ軍には、軍が管理、あるいは直接運営する売春宿が存在した。
1917年に、フランスのヴァランシエンヌで「慰安所」の帳簿係を命じられた兵士によれば、慰安所には18人の慰安婦がおり、6人が将校担当だったという。兵士相手の慰安婦は一日30人を相手にし、将校担当は25人を相手にした。業務日誌には、慰安婦の名前と番号、部屋の番号、開始時間と終了時間を記入した。料金は４マルクで、取り分は、女性１、管理人1、慰安所業務の責任を負う赤十字社が2だったという。

### 第二次世界大戦
第二次大戦中のドイツ軍にも、日本軍の物と似た形の「慰安所」が500箇所存在した。ただし、輸送関係を除くと出先部隊の低いレベルで業者と取り決めしていた日本軍と異なり、ドイツ軍の場合は、軍の最高レベルで慰安所を律していた。
フランツ・ザイトラーの著作によれば、1939年9月9日、ドイツ政府は、軍人の健康を守るために、街娼を禁止し、売春宿 (Bordell) は警察の管理下におかれ、衛生上の監督をうけ、さらに1940年7月にはブラウヒッチュ陸軍総司令官は、性病予防のためにドイツ兵士のための売春宿を指定し、それ以外の売春宿の利用を禁止した。ヒトラーは「性病の蔓延は民族の没落の現れ」とみなしたため、ナチスドイツはドイツ国内および占領地でも売春を徹底的に管理し、路上客引きを禁止し、民間の売春宿は警察と保健所の監督下に置いた。

### ドイツ軍の慰安所
「ドイツ軍将兵用売春宿」も参照。

### ドイツの慰安婦問題

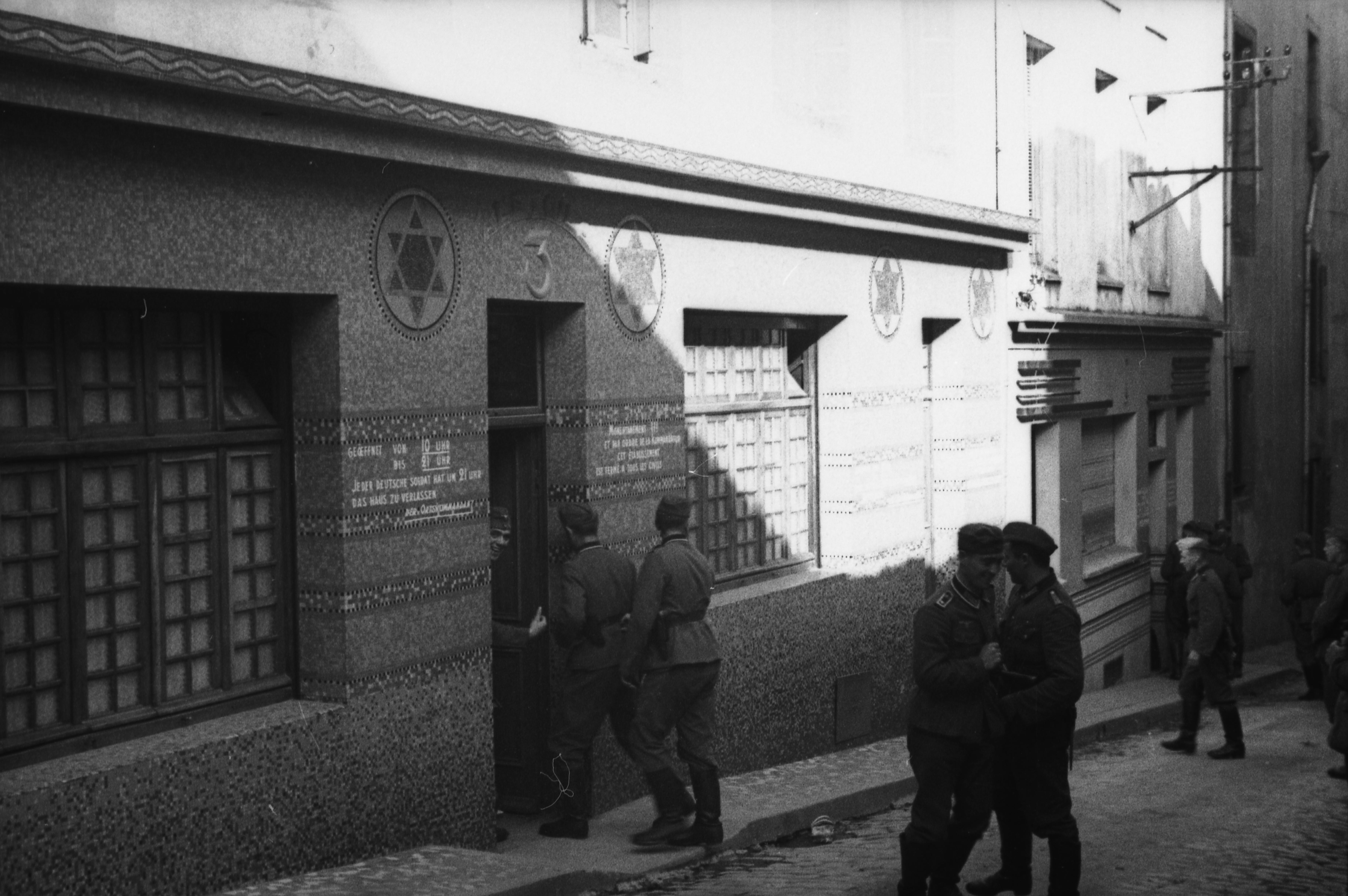
フランスのブレストで慰安所に入るドイツ軍兵士（1940年）。建物は以前のユダヤ教施設（シナゴーグ）。

ドイツ政府は様々な戦後補償を行なっているが、ドイツ軍による慰安婦問題は、そうした補償の対象にはされてこなかった。2015年2月現在、ドイツ政府は国防軍の元慰安婦に対する謝罪を行っていない。

## 日本軍

### 日中戦争以前
西洋式の公娼制度を取り入れつつ、陸軍の衛戍地や海軍の軍港の近くに多くの遊郭が作られた:16。日本統治下の朝鮮や台湾でも同様に公娼制度が導入された:1-27。こうした遊郭や売春婦は、厳密には「慰安所」や「慰安婦」とは別物だが、軍都として建設された朝鮮半島の一部の都市の遊郭は、慰安所的な性格を帯びていたと見る研究者もいる。

### 日中戦争・太平洋戦争
狭義には、「慰安婦」とは日本の陸海軍が戦地で公認した「慰安所」で働く売春婦を指す。日中戦争において、日本軍は初めて戦地で売春宿（慰安所）を公認した。日本軍の慰安婦には、当時の邦人（内地人・朝鮮人・台湾人）の他、日本軍が進出した先の住民もいた。この中には、現地に植民していた西洋人もいた。

### 日本軍の慰安所
日本軍が戦地に設置した軍用売春宿を「慰安所」と言う。
日本軍慰安所設置にあたっては性病対策のほか強姦対策もあった が、強姦罪は跡を絶たなかったともいわれる。

### 日本の慰安婦問題
日本政府が朝鮮半島から慰安婦にする目的で多数の女性を徴用したという疑惑を巡り、日韓の間で外交問題になっている。

## フランス軍

### 十字軍
フランス王フィリップ2世は、十字軍の遠征中、フランク人（兵士）による強姦を見て衝撃を受け、フランスから売春婦（filles de joie）を呼び寄せた。フランス軍のこの慣習は20世紀まで受け継がれた
。

### 第一次イタリア戦争
シャルル8世が、3万2000人の軍勢を引き連れイタリアに侵攻した際には、約800人の売春婦を従えていた。軍が長期駐留したローマやナポリにも売春婦が多く、シャルルの軍隊が多くの外国人傭兵を抱えていたことから、これらの兵士が故郷に持ち帰るなどして、フランス軍の遠征後、性病が大変な勢いでヨーロッパ全土に広がった。フランス軍はこの性病（梅毒）をナポリ病と呼び、イタリア人はフランス病と呼んだ:39-42。（第一次イタリア戦争 1494-1495）

### エジプト・シリア戦役
ナポレオンに率いられてカイロに進駐したフランス軍は、売春婦を登録制にし、健康診断を受けさせ、兵士たちに未登録の売春婦や斡旋人との接触を禁じたが、性病が蔓延し、最初の二年間で2419人のフランス兵が死んだ。慌てたフランス当局は、性病に感染した多数の売春婦を牢に入れ、約400人をナイル川に沈めて殺した:240。（エジプト・シリア戦役 1798-1801）

### ナポレオン戦争
ナポレオン戦争の結果、ヨーロッパに性病が蔓延した。軍隊と兵士を性病から守ることを目的にフランスで公娼制度が始まり、売春婦は登録制となり、定期的な健康診断を義務付けられた。近代型公娼制度は、やがて他のヨーロッパ諸国に広まった。（ナポレオン戦争 1799-1815）

### 第一次世界大戦
フランスには軍用売春宿の伝統があり、第一次大戦では、連合国側の（軍用）売春宿の殆どはフランスが運用していたとも言われる。こうした売春宿は同盟国の兵士にも利用された。フランス北部のカイユー＝シュル＝メールでは、15名の〝慰安婦〟が一日に推定360人の兵士の相手をした。
パリの売春宿では、売春婦の労働は更に過酷で、一日18時間労働で50人から60人を相手にしたとも言われる。
後のイギリス王エドワード8世は、皇太子時代にカレーにあるフランス軍の将校用の売春宿を訪れている。この時は見学だけに終わったが、その後、侍従らの計らいで熟練したフランス人の売春婦をあてがわれ、皇太子は童貞を喪失した。

#### 植民地軍
フランス軍当局は、北アフリカ出身の兵士をヨーロッパ戦線に投入するにあたり、彼らに売春婦を伴わせる必要があると考えた。フランス政府が、有色人種の兵士とフランス女性が交わるのを嫌がったのも一因ではないかと言われる。フランスはアルジェリア北部の山脈地帯に住むOuled Naïl族の女性を10人のグループに分け、兵士たちの相手をさせた。兵士が性病に感染すると、軍医が売春婦を特定し、治療した。
第一次大戦後、フランス軍はこの野戦用慰安所とも言うべきシステムを正式にBordelles Militaires de Campagne（BMC）と命名し、このシステムは、フランスの植民地軍を中心に広まった。

### 第二次世界大戦
第二次大戦中も、BMCで女性が兵士たちの相手をした　（BMCについての詳細は「フランス軍の慰安所」参照）。

### 第一次インドシナ戦争
ベトナムにもBMCが設置され、現地人女性の他にOuled Naïl族の女性も送り込まれていた。ある従軍看護婦は、BMCで働いていたベトナム人売春婦が、一日に50人、60人の兵士を相手にして半狂乱になっているのを目撃した。（第一次インドシナ戦争 1946-1954）

### フランス軍の慰安所

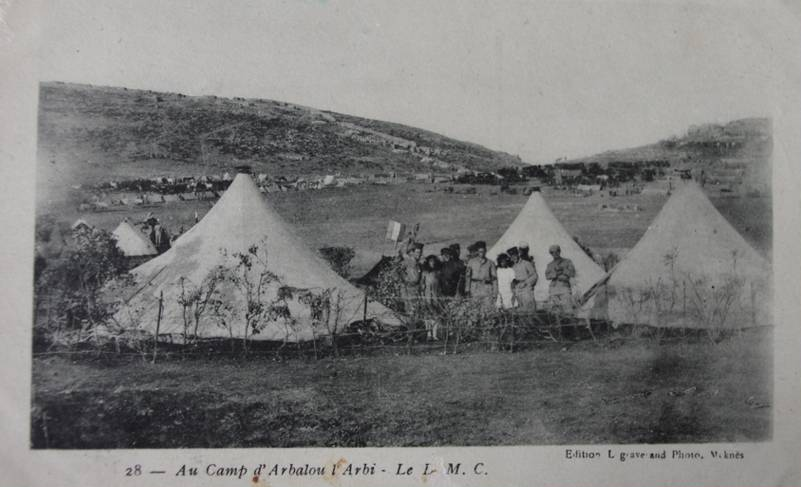
フランス軍の野戦用慰安所（BMC）

フランスには、1800年代から、海外の植民地に展開する軍隊の為の「慰安所」が存在した。BMCと略称されるこうした慰安所は、21世紀直前まで存在した。
本国には、BMCとは別に合法的に売春宿が存在し、これらが慰安所として利用された。

## ロシア軍

### 19世紀

#### 日本（長崎）
19世紀後半、長崎を海軍の越冬地としたロシアは、稲佐に海軍の為の保養所「マタロス休息所」を作った。休息所には、病院や墓地の他に遊郭も作られた。長崎には既に丸山遊郭があったが、梅毒感染を恐れ、近隣の貧困家庭の娘がロシア水兵の為に集められ、稲佐遊郭が誕生した。ここで日本で初めて検梅が行われた。
上級士官が〝結婚式〟を挙げ、日本人女性を船が停泊する間だけ内縁の妻とすることも行われた。　

### 第一次世界大戦
ロシアでは、第一次世界大戦の頃から、軍用売春宿（慰安所）の導入が検討されていた。ロシア帝国とロシア臨時政府がそれぞれ別個に各々の陸軍の為に検討していた。モデルとなったのは、当時のドイツ軍の軍用売春宿（慰安所）であった。ボリシェビキも同様の検討を行っていた。ロシア軍はブルシーロフ攻勢後ドイツ軍の慰安所を複数個所手に入れ、コサック兵たちの利用が黙認されていた。戦争が塹壕戦に入ると、前線のあちこちに売春宿が乱立するようになり、ロシア臨時政府はこれらの合法化を考えた。臨時政府の外務大臣であったパーヴェル・ミリュコーフによれば、目的は兵士のモラルの向上と、臨時政府に対する不満の捌け口となるはずだった。彼の提案は陽の目を見なかったが、ペトログラード・ソビエトに引き継がれ、1917年、ペトログラード・ソビエトは、兵士達の住民に対する暴力の抑止になると期待して再検討に着手した。しかし、この計画も内戦の勃発により実現しなかった。

### 第二次世界大戦（ソ連）
ソ連軍は慰安所を持たず、ベルリンや満州で大規模な強姦事件を起こした。秦郁彦は、伝聞と断った上で、日本の慰安婦問題についてソ連軍の元将軍が地元のテレビで「日本軍のように兵士の面倒見をよくしていたら、対独戦は一年早く終わっていたろう」とコメントした話を伝えている。
大古洞開拓団（三江省通河県）ではソ連軍の要請を受けて、2名の志願者を慰安婦として提供した事例がある。満州開拓団にソ連軍が進駐した際にも、女性が慰安婦として提供された黒川開拓団や郡上村開拓団の例がある。（詳細は「日本の慰安婦#連合国（進駐軍・ソ連軍）と慰安婦」参照）
ヨシフ・スターリンは敵国の女性を戦利品とする「戦地妻」を容認し、「わが軍兵士のふるまいは絶対に正しい」と兵士を鼓舞した。
日本兵のシベリア抑留者は、スターリンの「収容所群島」でポーランド人の〝慰安婦〟が看守たちを慰問して回っているのを目撃している
:521。

## 国連軍

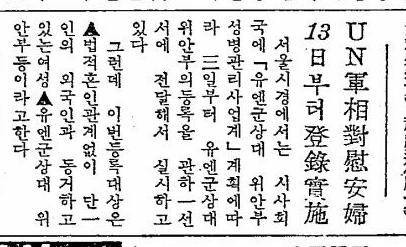
国連軍を相手とする慰安婦の登録が1961年9月13日に実施されたことを報ずる東亜日報1961年9月14日付

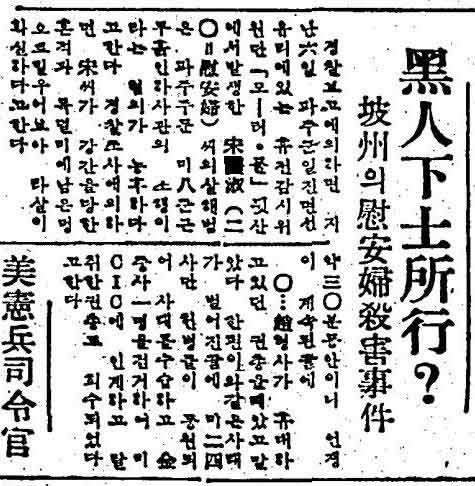
韓国坡州における慰安婦殺害事件（東亜日報1957年5月1日付）

国連とその前身である連合国の軍隊は、第二次大戦後の日本と朝鮮戦争時の韓国において、それぞれ日本政府と韓国政府から文字通り慰安婦の提供を受けていた。いずれの場合も、国連軍の主体はアメリカ軍だった（「アメリカ軍の慰安婦」も参照）。1960年代の韓国の新聞には、「UN（国連）軍相對慰安婦」といった見出しが見られる（東亜日報1961年9月14日付）。
現在では、紛争地で関係者が性売買に関わることについて国連は厳しい姿勢で臨んでいるが、PKO隊員による未成年者の買春や、支援物資を引き換えにした買春・レイプなどのスキャンダルが度々問題になっている。

### 朝鮮戦争
アメリカ軍を主体とする国連軍は、韓国軍から慰安婦の提供を受けていた。韓国軍の慰安婦は、陸軍本部恤兵監室が計画し、最終的な承認は国連軍が行ったとされる。
朝鮮半島が日本統治期より連合軍軍政期に移ると、旧日本軍の基地周辺の公娼地区も引き継がれ、娼婦は「洋パン（ヤン・セクシ）」「洋公主（ko:양공주、ヤンコンジュ、ヤンカルボ）」などと呼ばれた。

### カンボジア（1992-1993）
国連のPKO隊員の頻繁な売春宿の利用の為に、現地の売春婦の数が、6000人から25000人に増加した。国連の関係者が「男子は常に男子（boys will be boys）」と発言し批判を浴びた。

### ボスニア・コソボ（2000年代）
ボスニア・ヘルツェゴビナで平和維持活動中のPKO隊員と警察が、売春宿を運営し、東ヨーロッパから女性を輸入する手助けをしていると人権団体から批判された。

### ゼロ・トレランス宣言（2016年）
現在、国連では国連平和維持活動（PKO）に関して、ゼロ・トレランス（非寛容）方式を宣言している。ゼロ・トレランスの原則の下では、紛争地等において、同意の有無に関わらず軍人による買春行為は許されない。

## その他

### アラブの「性の聖戦」
2013年、シリア内戦で反政府軍を支えるために数百人のチュニジアの女性が「性のジハード（聖戦）」の名目でシリアへ向けて出国していると報じられた。チュニジアの内務大臣は、女性たちが、一人あたり数十人から100人の兵士を相手にすると述べている。アラブ社会で「性の聖戦（jihad al-nikah）」として知られるこの事象は、ジハードの参加者の一部からはイスラム法上正当なものと見なされている。